# Homecoming (episodio de Falling Skies)
Homecoming (Bienvenida en Latinoamérica, Vuelta al hogar en España) es el sexto episodio de la segunda temporada de la serie de drama y ciencia ficción de TNT, Falling Skies, fue escrito por Bryan Oh y dirigido por Greg Beeman y salió al aire el 15 de julio de 2012 en E.U.
Tom y Anne se acercan más, por otra parte, Tom descubre que es probable que Weaver haya estado guardando secretos, mientras que la salud de éste comienza a deteriorarse. Hal encuentra los cuerpos de los niños a quien se les ha retirado el arnés y a alguien de su pasado.

## Argumento
Weaver se reúne con los combatientes, ahí, Tom y el resto de los presentes se dan cuenta de que el Capitán no está bien, al revisarlo, Tom nota que el veneno de la mordedura del arnés se ha expandido por todo su cuerpo e inmediatamente lo lleva con Anne, Weaver le dice a Tom que quiere que él tome su lugar.
Mientras patrullan por el bosque y discuten por qué Maggie no quiere una relación con Hal, éste tropieza con un chico al que le han quitado el arnés, al revisar con más detenimiento, Hal y Maggie se dan cuenta de que el lugar está lleno de cuerpos de niños sin arnés y comienzan a revisarlos a todos para ver si alguno está vivo; entre los niños, Maggie encuentra a Karen y le hace saber a Hal, quien se acerca para revisarla, mientras que Karen despierta y le dice que lo ayude, desmayándose después.
En el hospital, Jamil y Dai informan a Tom sobre la situación del combustible, ya que Weaver habría ordenado vaciar los tanques de los camiones para mantener funcionando el generador del hospital, y que sólo tienen doce horas más de combustible. Matt llega y le dice a Tom que Hal y Maggie han regresado de patrullar y que traen a Karen con ellos, Tom corre para ver qué sucede; al verlos, Ben le dice a su padre que no pueden confiar en Karen, ya que ella todavía está vinculada a los Opresores, Hal se molesta por este comentario, sin embargo, Tom ordena que Karen esté vigilada en una habitación, Hal se molesta más pero Maggie le dice que es probable que su padre y su hermano tengan razón.
Al despertar, Karen se alegra al saber que Tom sigue vivo y dice sentirse mal por no haber podido hacer nada mientras lo torturaban cuando estaba en la nave, Tom le responde que él también está contento de tenerla de vuelta, pero le pide no salir de la habitación hasta asegurarse de que esté sana y no represente un peligro para la 2nd Mass. Afuera, Hal le dice a Tom que está exagerando, sin embargo, Ben le dice a Hal que lo único que Karen quiere es manipularlo y que aunque no la conociera antes, está seguro que no es la misma Karen de antes, Maggie vuelve a apoyarlo. Más tarde, Karen conversa con Ben acerca de lo que se siente estar bajo el control del arnés, Ben le dice que puede escuchar su conexión con los Opresores y que sabe de su simpatía por ellos, sin embargo, Karen le responde que no desea estar más bajo el control de los invasores, que imaginase lo que sentía estando bajo el control de los Skitters, ella, estando bajo el control de los líderes lo sentía multiplicado por diez veces.
Tom y Anne discuten ya que ella quiere quedarse para salvar a Weaver y él quiere irse a Charleston para que el Capitán sea atendido por otro médico con más experiencia, la discusión termina cuando Tom llama Rebecca (el nombre de su esposa muerta) a Anne, Tom se disculpa, pero Anne le dice que siendo honesta con él, le sorprende que no hubiese sucedido antes, o viceversa. Anne le pide a Tom un plazo para hacer que Weaver mejore, de lo contrario acatará su decisión de partir. Cuando la patrulla asignada a buscar gasolina regresa, Lyle le informa a Tom que no encontró gasolina, pero en lugar de eso encontró a Anthony y a Pope, quien parece estar malherido.
Anne revisa a Pope y determina que está deshidratado, Anthony le cuenta a Tom que Pope y él estaban en busca de nuevos vehículos y decidieron separarse y fue entonces que escuchó un disparo, cuando regresó a ver, se encontró con un Mech, quien abrió fue contra ellos y que la onda expansiva del disparo fue lo que los tiró, afectando más a Pope, a quien tomó y corrió con él hasta que no pudo más y fue encontrado por la 2nd Mass. Tom le pide a Anne que atienda a Pope, pero que la prioridad sigue siendo Weaver.
Al día siguiente, Ben le lleva el desayuno a Karen y comienzan a compartir experiencias sobre las nuevas habilidades que les han dado los arneses, pero cuando ella levanta la cama con un solo brazo, Ben asustado le pide que no lo vuelva a hacer ya que son mal vistos por el resto de los miembros de los refugiados. Al acercarse, las púas de ambos comienzan a brillar, Karen le dice a Ben que siente lo que él está sintiendo, Ben le responde que siente lo mismo y se besan, en ese instante, Hal entra y los ve, Karen se desmaya y Hal piensa que Ben le hizo algo, Ben se marcha y Karen se incorpora, Hal le pregunta qué ha pasado, ella le responde que no está segura.
Anne y Lourdes le dicen a Tom que han descubierto la manera de matar lo que sea que esté infectando la sangre de Weaver, para eso, le piden a Jamil que construya una máquina que ayude a bombear la sangre de Weaver para poder calentarla y regresarla a él. Cuando por fin Jamil construye la máquina y la sangre de Weaver está siendo bombeada, el combustible se termina, haciendo que el Capitán quede en una difícil situación. Tector llega con algunos tanques de combustible y Tom pide que lo lleven al generador para hacerlo funcionar de nuevo.
Maggie encuentra a Hal y él le cuenta que está preocupado por Karen y que deben hacer algo para ponerla a salvo, pero Maggie no está de acuerdo y le dice que deben hacer algo para poner a todos a salvo de Karen. Hal le dice también que piensa que Ben está tratando de reclutarla para la resistencia Skitter ya que vio como las púas de ambos estaban iluminadas cuando estaban cerca, Maggie le dice que ella se encargará de Karen y que él busque a Ben, ya que el único que corre peligro es él. Una vez en la habitación de Karen, Maggie enfrenta a la chica, quien comienza a decirle que ella no merece a Hal y que su lugar está junto a la pandilla de Pope, Maggie se molesta y le dispara pero Karen logra esquivarla con un ágil movimiento, después la levanta y la lanza contra la pared, provocando que los puntos de la herida de Maggie se abran, en ese momento, Ben entra y le pregunta que ha pasado, Karen le dice que siempre los verán con malos ojos y que Maggie intentó matarla. Ben le dice a Karen que deben irse del campamento, que él conoce un lugar donde estarán a salvo y serán aceptados, ella acepta y se van a la azotea del hospital, donde Hal los alcanza y les apunta con su arma, pidiéndoles que regresen con él, Ben se acerca a él y le dice que lo siente para luego sujetarlo por el cuello, sofocándolo y dejándolo inconsciente. Ben toma de la mano a Karen, sus púas comienzan a brillar de nuevo y ambos saltan desde lo alto para adentrarse en el bosque.
Mientras que Tom vuelve a disculparse con Anne por lo ocurrido, Weaver vuelve en sí y pregunta cuánto combustible se gastaron en salvarlo, en eso Lyle irrumpe en la habitación y le dice a Tom que Pope ha despertado, alterado; Weaver se sorprende de saber a Pope de vuelta, Tom promete explicarle más tarde y se va corriendo hacia donde se encuentra Pope. Al llegar a la habitación de Pope, éste le dice a Tom que ya no están seguros ahí, ya que un grupo de caras de pescado lo acorralaron, exigiendo saber dónde se encontraba Ben, ya que estaban enterados de que él estaba colaborando con la resistencia Skitter. Tom le pregunta cómo es que supieron que pertenecía a la 2nd Mass, Pope le responde que una chica estaba hablando con ellos, una chica que era como el mismo demonio ya que podía meterse en su mente y exprimirla como si nada, una chica rubia que había estado en la resistencia. Tom y Anne pronto piensan en Karen.
Tom y Dai corren hacia la habitación de Karen, encontrando a Maggie herida, Tom pide a Dai se quede con ella. Tom sube a la azotea y encuentra a Hal inconsciente. Al final, se puede ver a Ben y Karen corriendo por el bosque.

## Elenco
| - Noah Wyle como Tom Mason. - Moon Bloodgood como Anne Glass. - Drew Roy como Hal Mason. - Connor Jessup como Ben Mason. - Maxim Knight como Matt Mason. - Seychelle Gabriel como Lourdes Delgado. - Peter Shinkoda como Dai. - Sarah Sanguin Carter como Maggie. - Mpho Koahu como Anthony. - Colin Cunningham como John Pope. - Will Patton como Capitán Weaver. | - Ryan Robbins como Tector. - Brad Kelly como Lyle. - Jessy Schram como Karen. - Brandon Jay McLaren como Jamil Dexter. |

## Recepción del público
En Estados Unidos, Homecoming fue visto por 3.61, millones de espectadores, de acuerdo con Nielsen Media Research, que representa una baja ligera respecto al episodio anterior.